# Sundasciurus hoogstraali
Sundasciurus hoogstraali — вид гризунів родини Sciuridae. Це ендемік Філіппін. Цей вид раніше зустрічався у первинних низинних вічнозелених лісах, середовища існування, яке зараз відсутнє на цих островах. Нині він зустрічається у вторинних лісах, а іноді й у садах, де вважається шкідником.

## Характеристики
S. hoogstraali досягає довжини тіла приблизно 20,0–20,5 сантиметра, а хвіст має довжину від 16,0 до 17,5 сантиметра. Спина темно-коричнева. З боків забарвлення переходить у від трохи світлішого глинисто-коричневого до оливково-коричневого. Основа хвоста відповідає кольору спини, потім стає світлішою. Обличчя сірувате, руки та ноги темно-коричневі. Низ тіла світліший і вкритий довгим білим волоссям.

## Спосіб життя
Дані про спосіб життя відсутні.